# 内黄站
内黄站位于中华人民共和国河南省安阳市内黄县中召乡，是济郑高速铁路上的一座车站，2022年6月20日随济郑高速铁路濮郑段开通而投入使用，由中国铁路郑州局集团新乡车务段管辖。

## 车站结构
车站规模为2台4线，设到发线4条（含正线2条），长度为650m；设450.0×8.0×1.25m的基本站台和侧式站台各1座，两站台之间设8m宽旅客地道1座。

## 车站周边
- 内黄县中召镇第二小学
- 内黄县中召二中
- 南王庄村、位庄村
- 中召骨科医院